# Fiat 131
Fiat 131 este o mașină de familie de dimensiuni medii, produs de Fiat între 1974 și 1984, după ce a fost prezentată pentru prima dată la Salonul Auto de la Torino din 1974. Disponibilă în versiuni cu două uși, patru uși și break cu cinci uși, Fiat 131 a succedat modelului Fiat 124.
Modelul 131 a fost, de asemenea, comercializat sub denumirea Fiat Mirafiori, după districtul torinez unde era fabricat. Inițial, Fiat 131 era echipat cu motoare OHV (cu supape comandate prin tije) de 1,3 L și 1,6 L, gama beneficiind de actualizări majore în 1978 și 1981. Producția totală a atins 1.513.800 de unități

## Specificații tehnice
Fiat 131 utiliza o caroserie monococă din oțel, cu design tricorp și configurație motor longitudinal față/tracțiune spate. Cutia de viteze era amplasată direct în spatele motorului, iar tracțiunea era transmisă punții spate rigide prin intermediul unui arbore cardanic plasat sub tunelul central al transmisiei.
Motoarele erau toate de tip în linie cu patru cilindri, derivate de la seria Fiat 124, având un bloc motor din fontă și chiulasă din aliaj de aluminiu. Fiat 131 era echipat cu motoare OHV (cu supape comandate prin tije), fiind primul motor din lume cu sistem OHV acționat prin curea. Ulterior, gama a fost completată cu motoarele cu dublu arbore cu came în cap (DOHC), care utilizau o curea dințată pentru distribuție. Alimentarea cu combustibil se realiza printr-un carburator dublu corp Weber ADF, alimentat dintr-un rezervor de oțel amplasat în portbagaj. Sistemul de aprindere utiliza un distribuitor clasic cu contacte, de obicei produs de Magneti Marelli.
Sistemul de suspensie al modelului Fiat 131 includea o suspensie față complet independentă, cu arcuri MacPherson, brațe de control și bară stabilizatoare. Suspensia spate, deși utilizând un ax rigid, era considerată avansată pentru perioada respectivă, având brațe duble inegale pentru controlul axului, o bară Panhard, arcuri elicoidale și amortizoare telescopice. Această configurație asigura o stabilitate și o manevrabilitate superioare modelelor contemporane.
Sistemul de frânare al Fiat 131 utiliza discuri solide de fontă și etrieri cu un singur piston culisant pe puntea față, iar pe spate tambure cu saboți opuși, acționați de un cilindru receptor fix cu doi pistoane. Sistemul hidraulic era asistat de un servofrân cu vid și un cilindru principal tandem cu două circuite separate. O supapă de reglare a sarcinii, montată pe puntea spate, ajusta forța de frânare în funcție de încărcătură și condiții de drum. Frâna de mână, amplasată central pe podea, acționa prin cabluri Bowden pe puntea spate.
Interiorul vehiculului era dotat cu un sistem de iluminare centralizat pentru comutatoarele secundare de pe tabloul de bord, utilizând o lampă centrală cu distribuție prin fibră optică.

## Seria 1 (1974–1978)
Fiat 131 Mirafiori a fost prezentat la Salonul Auto de la Torino în octombrie 1974. Modelul era disponibil cu motoare OHV cu patru cilindri în linie de 1.297 cm³ sau 1.585 cm³, ambele derivate din familia de motoare Fiat 124. Aceste motoare erau echipate cu carburatoare Weber 32 ADF dublu corp. Transmisia manuală cu patru trepte era standard, iar opțional, pentru motorul de 1600 cm³, erau disponibile o transmisie manuală cu cinci trepte sau o transmisie automată cu convertizor de cuplu și trei trepte.
Gama inițială includea 11 modele diferite, disponibile în trei tipuri de caroserie: sedan cu 2 uși, sedan cu 4 uși și break Familiare (denumit Estate pe piața britanică). Nivelurile de echipare erau două: 
- Fiat 131 Mirafiori de bază (numit și "Normale" sau "Standard"): cu faruri pătrate simple, roți și capace de roată preluate de la Fiat 124, interior simplificat.
- Fiat 131 Mirafiori Special (sau simplu "S"): cu faruri circulare duble, grilă specifică, protecții laterale, elemente cromate la geamuri și inserții din cauciuc pe barele parașoc.[7] Interiorul adăuga un tablou de bord cu trei cadrane pătrate, volan reglabil căptușit, scaune rabatabile și tapițerie din material textil.[7]

Opțiunile mai sofisticate — cum ar fi aer condiționat, tahometru, diferențial autoblocant și plafon din vinil — erau exclusive pentru varianta Special. Fiecare caroserie putea fi combinată cu orice motor și nivel de echipare, cu excepția break-ului Special, disponibil doar cu motorul de 1.6 L.
Vânzările inițiale ale Fiat 131 au fost slabe, întrucât mașina a fost lansată în perioada de vârf a crizei petrolului din 1973 și într-un context marcat de greve și hiperinflație în Italia. Costurile crescute ale pieselor și materialelor au afectat profitabilitatea, dar vânzările au crescut progresiv, în special pe piețele de export. În 1975, Fiat 131 a intrat pe piața nord-americană, unde versiunile erau echipate cu un motor SOHC de 1,8 litri (derivat de la Fiat 124), adaptat la normele de emisii americane și disponibil cu transmisie automată GM cu trei trepte.
Autocostruzioni S.D. a oferit o versiune limuzină "131 Diplomatic", având o lungime de aproape 5 metri.
| Model                  | Cod motor     | Tip motor                           | Cilindree Alezaj × cursă                        | Carburator               | Putere |
| ---------------------- | ------------- | ----------------------------------- | ----------------------------------------------- | ------------------------ | --- |
| Mirafiori 1300N        | 131A6.000[11] | OHV 4 cilindri în linie             | 1.297 cm³[Convert: Unknown unit] 75,0 × 71,5 mm | dublu corp Solex C32 TD1 | 55 CP hp (41 kW) la 5000 rpm (Versiune pentru Germania, adaptată pentru combustibil de calitate inferioară) |
| Familiare 1300N        | 131A6.000[11] | OHV 4 cilindri în linie             | 1.297 cm³[Convert: Unknown unit] 75,0 × 71,5 mm | dublu corp Solex C32 TD1 | 55 CP hp (41 kW) la 5000 rpm (Versiune pentru Germania, adaptată pentru combustibil de calitate inferioară) |
| Mirafiori 1300         | 131A.000[12]  | OHV 4 cilindri în linie             | 1.297 cm³[Convert: Unknown unit] 75,0 × 71,5 mm | dublu corp Weber 32 ADF  | 65 CP hp (48 kW) la 5400 rpm                                                                                |
| Mirafiori Special 1300 | 131A.000[12]  | OHV 4 cilindri în linie             | 1.297 cm³[Convert: Unknown unit] 75,0 × 71,5 mm | dublu corp Weber 32 ADF  | 65 CP hp (48 kW) la 5400 rpm                                                                                |
| Familiare 1300         | 131A.000[12]  | OHV 4 cilindri în linie             | 1.297 cm³[Convert: Unknown unit] 75,0 × 71,5 mm | dublu corp Weber 32 ADF  | 65 CP hp (48 kW) la 5400 rpm                                                                                |
| Mirafiori 1600         | 131A1.000[12] | OHV 4 cilindri în linie             | 1.585 cm³[Convert: Unknown unit] 84,0 × 71,5 mm | dublu corp Weber 32 ADF  | 75 CP hp (56 kW) la 5400 rpm                                                                                |
| Mirafiori Special 1600 | 131A1.000[12] | OHV 4 cilindri în linie             | 1.585 cm³[Convert: Unknown unit] 84,0 × 71,5 mm | dublu corp Weber 32 ADF  | 75 CP hp (56 kW) la 5400 rpm                                                                                |
| Familiare 1600         | 131A1.000[12] | OHV 4 cilindri în linie             | 1.585 cm³[Convert: Unknown unit] 84,0 × 71,5 mm | dublu corp Weber 32 ADF  | 75 CP hp (56 kW) la 5400 rpm                                                                                |
| Familiare Special 1600 | 131A1.000[12] | OHV 4 cilindri în linie             | 1.585 cm³[Convert: Unknown unit] 84,0 × 71,5 mm | dublu corp Weber 32 ADF  | 75 CP hp (56 kW) la 5400 rpm                                                                                |
| Abarth Rally[13]       | 131AR.000     | DOHC 16 supape, 4 cilindri în linie | 1.995 cm³[Convert: Unknown unit] 84,0 × 90,0 mm | dublu corp Weber 34 ADF  | 140 CP hp (104 kW) la 6400 rpm                                                                              |
| Versiune SUA           | 131A1.040     | SOHC, 4 cilindri în linie           | 1.756 cm³[Convert: Unknown unit]                | dublu corp Weber         | 86 CP PS (64 kW)[9] CA: 83 CP PS (62 kW) la 5800 rpm[14]                                                    |

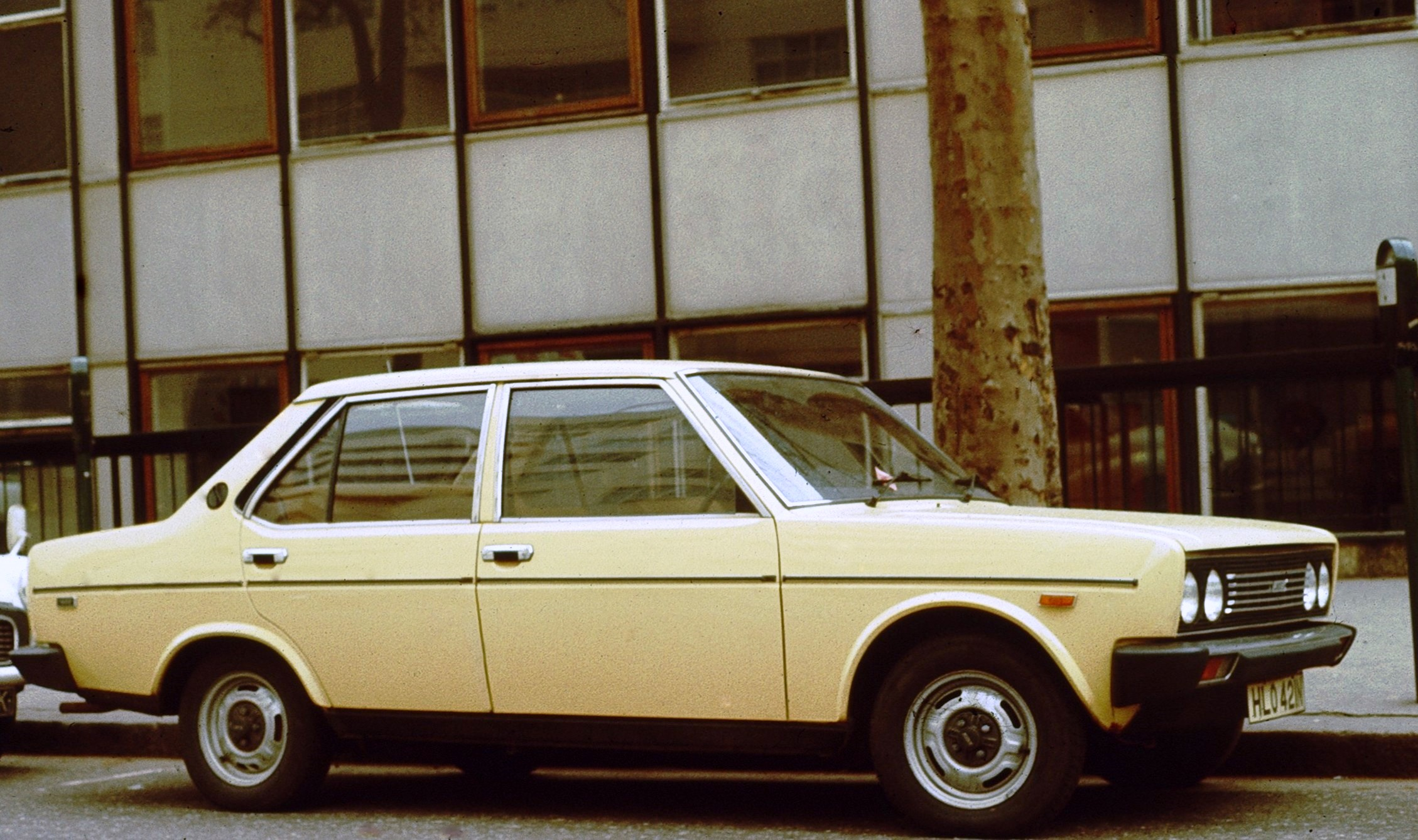
Fiat 131 Mirafiori Special
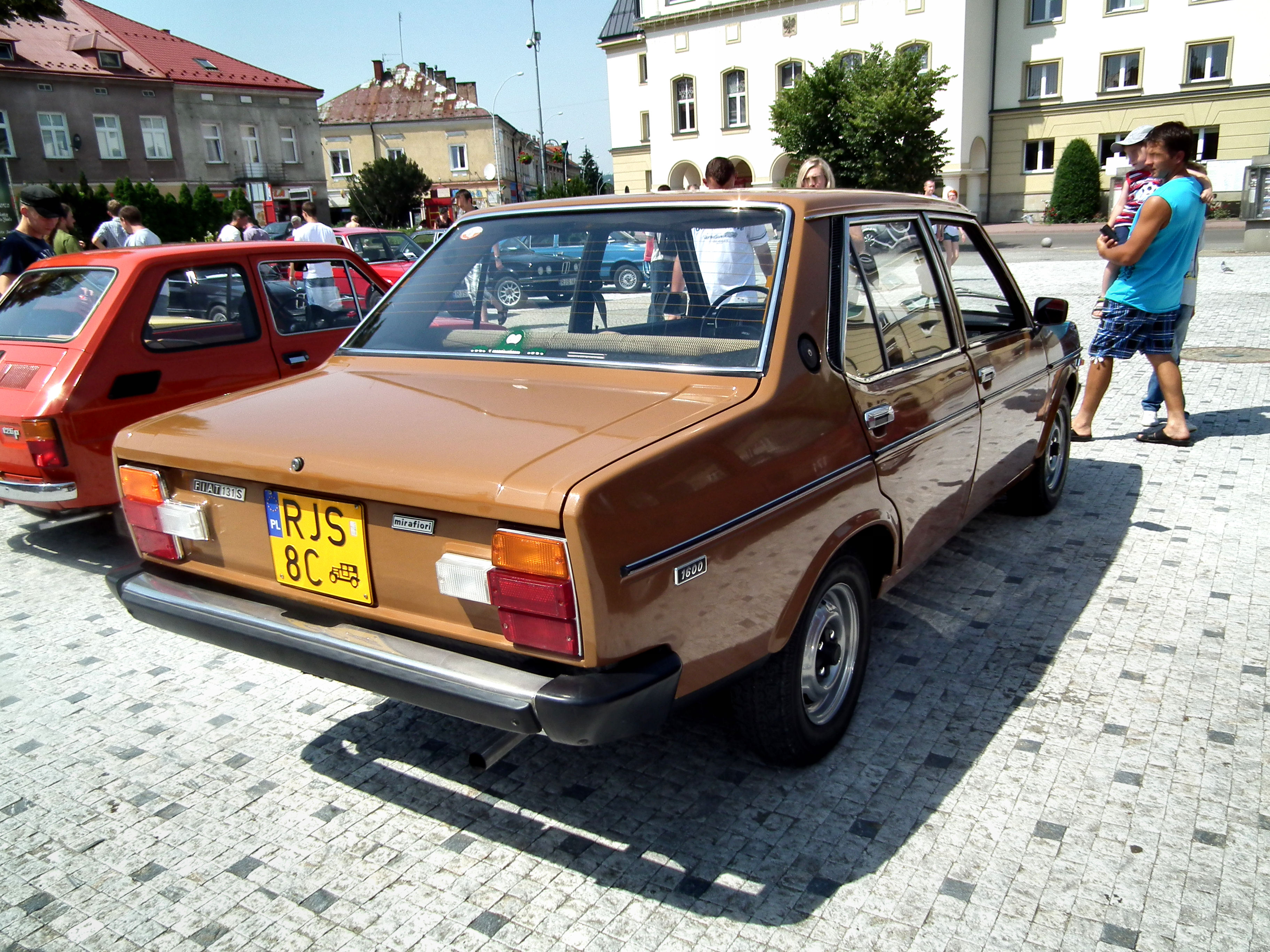
Stopurile în formă de "T" sunt specifice primei serii.
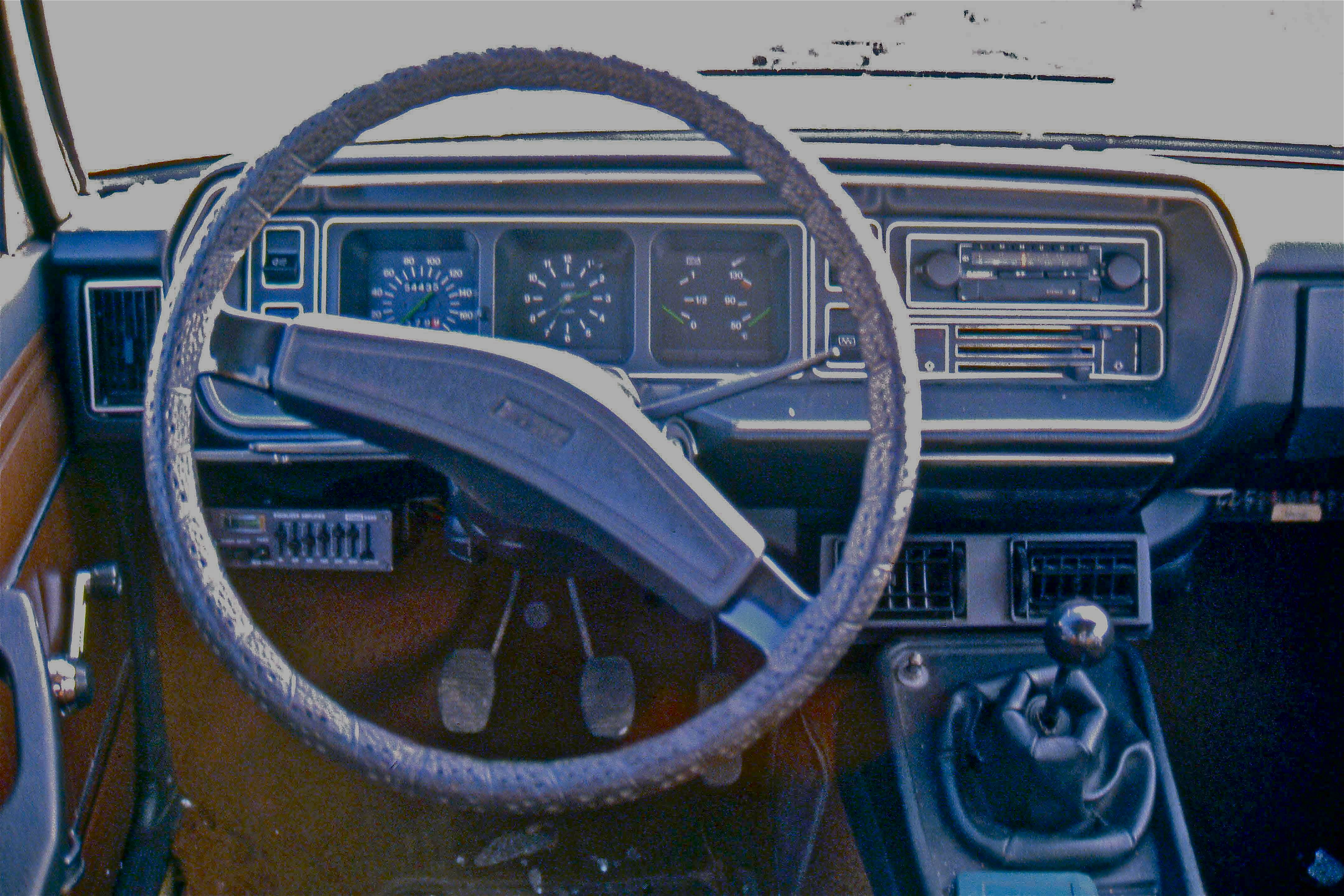
Planșa de bord a seriei 1, specifică modelului Mirafiori Special
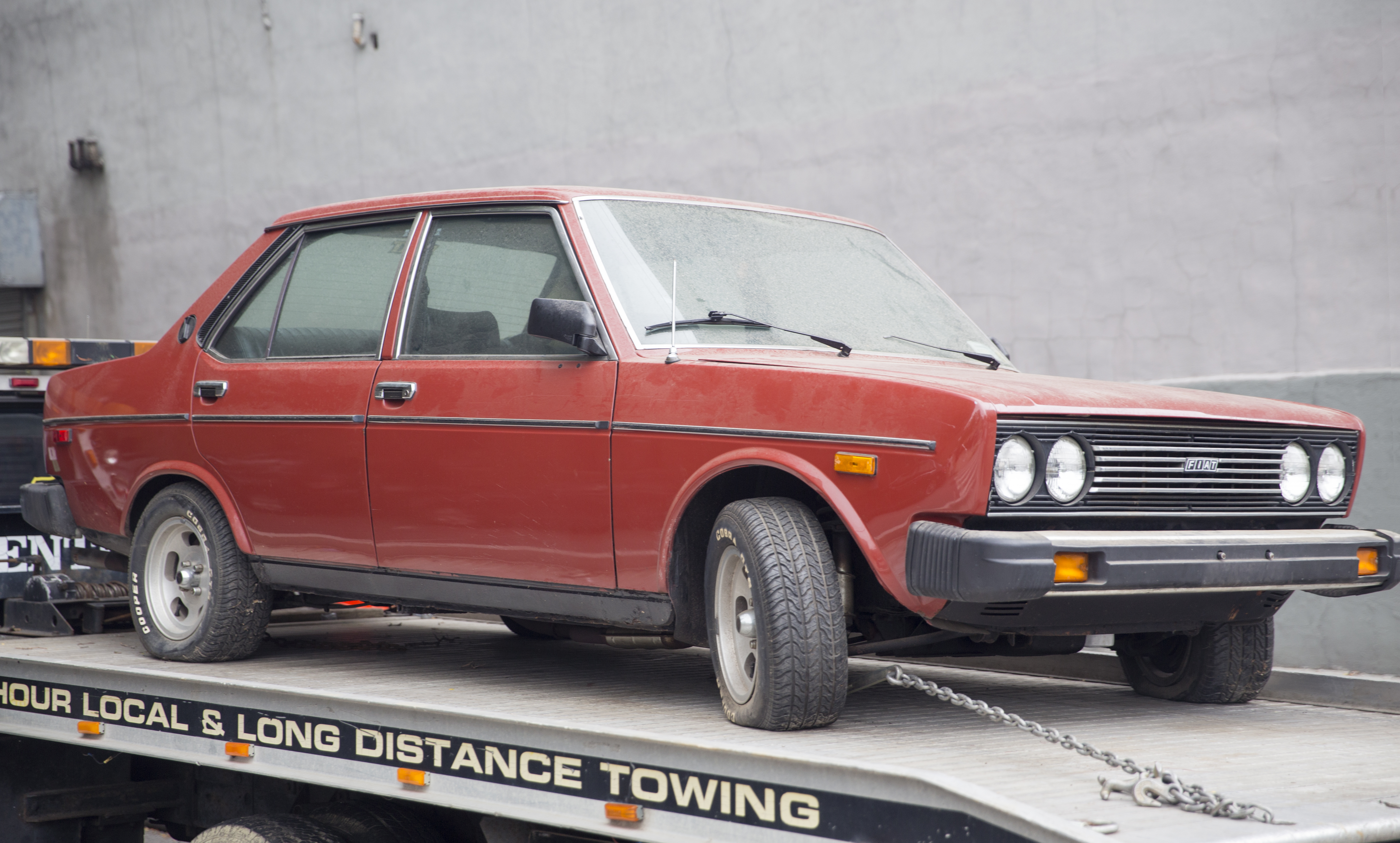
Versiunea americană 1976, cu bare de protecție mai mari pentru respectarea normelor federale de siguranță.

## Fiat 131 Abarth Rally
În 1976, Fiat a produs 400 de exemplare ale modelului 131 Abarth Rally pentru omologare în competițiile de raliuri. Aceste automobile au fost construite în colaborare cu Bertone și Abarth, păstrând designul și componentele cât mai apropiate de modelul de bază. Caroseriile standard cu două uși, preluate de pe linia de producție Mirafiori, au fost modificate de Bertone prin adăugarea unor elemente din plastic (aripi, capotă, portbagaj) și adaptarea structurii pentru suspensia spate independentă. Asamblarea finală a componentelor mecanice Abarth avea loc la uzina Fiat din Rivalta.
Versiunea de stradă a modelului era echipată cu un motor DOHC cu 4 supape pe cilindru, alimentat de două carburatoare Weber 34 ADF, dezvoltând 140 CP (104 kW) la 6.400 rpm și un cuplu de 172 Nm (17,5 kgm) la 3.600 rpm. Automobilul includea frâne cu discuri pe puntea spate și utilizarea lubrifierii cu carter uscat pentru versiunile de competiție. În specificații de curse, motorul atingea o putere de până la 240 CP (179 kW) în 1980, fiind utilizat de Walter Röhrl pentru a câștiga Campionatul Mondial de Raliuri.

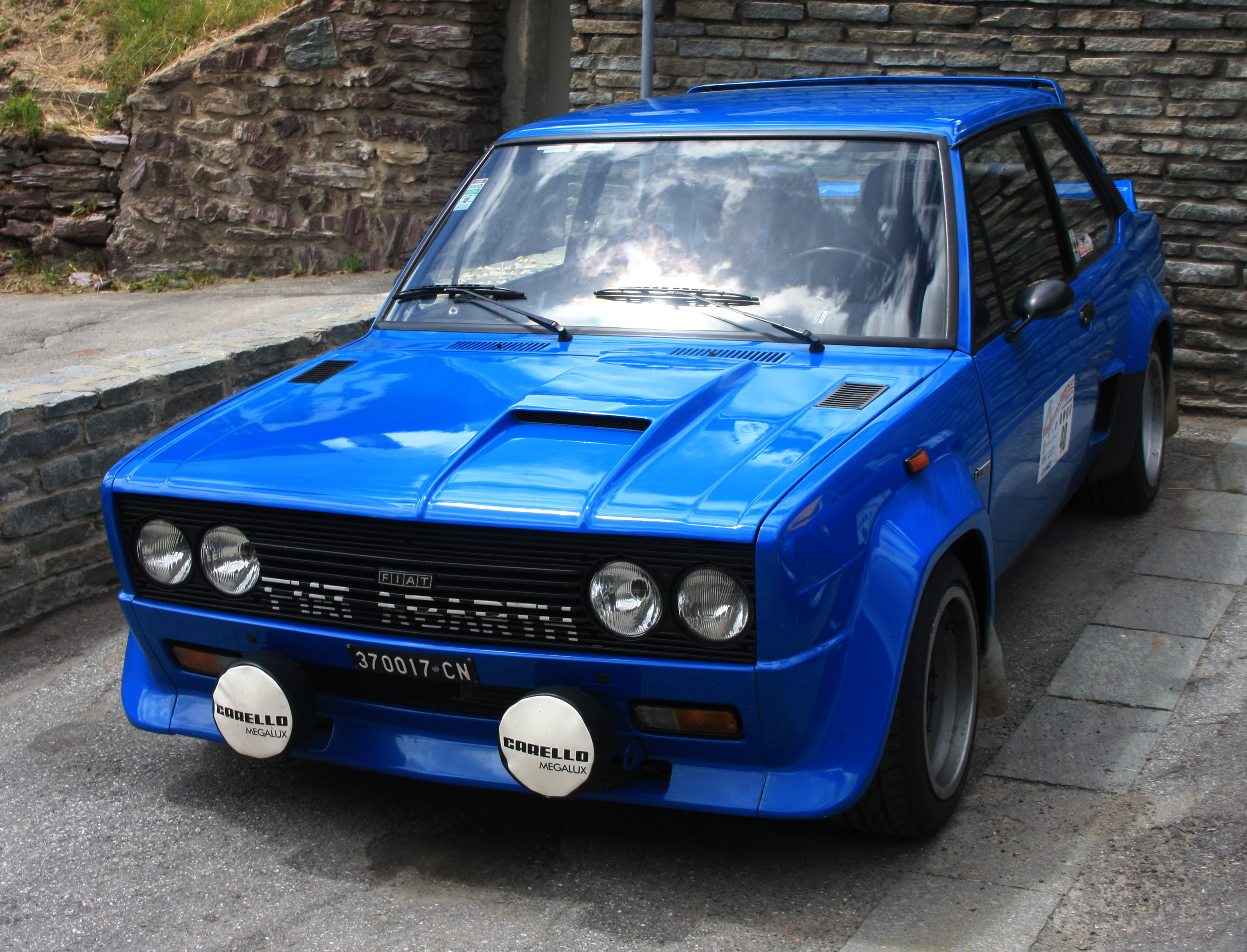
Fiat Abarth 131 Rally
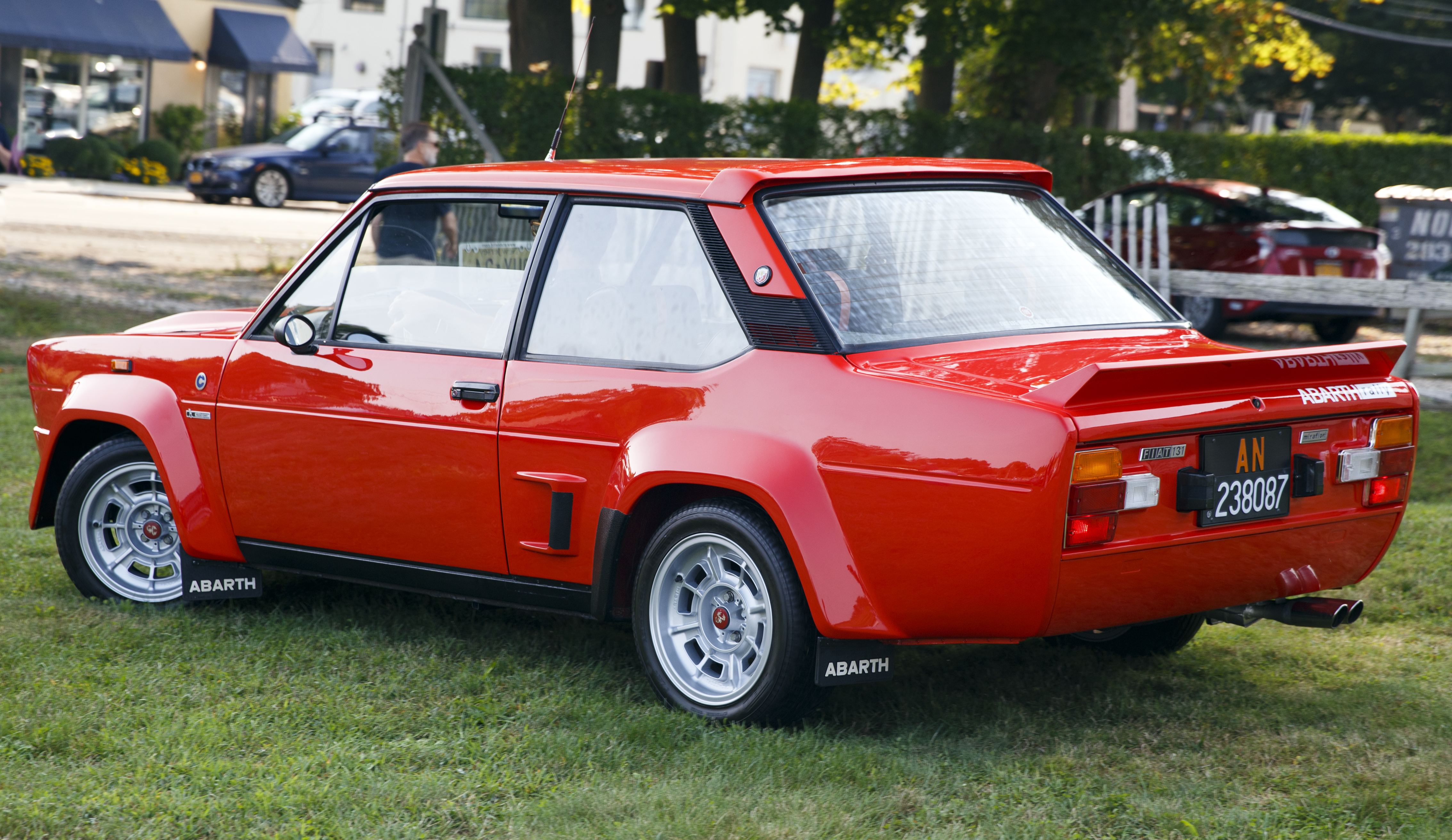
Fiat 131 Abarth Rally Stradale, vedere din spate
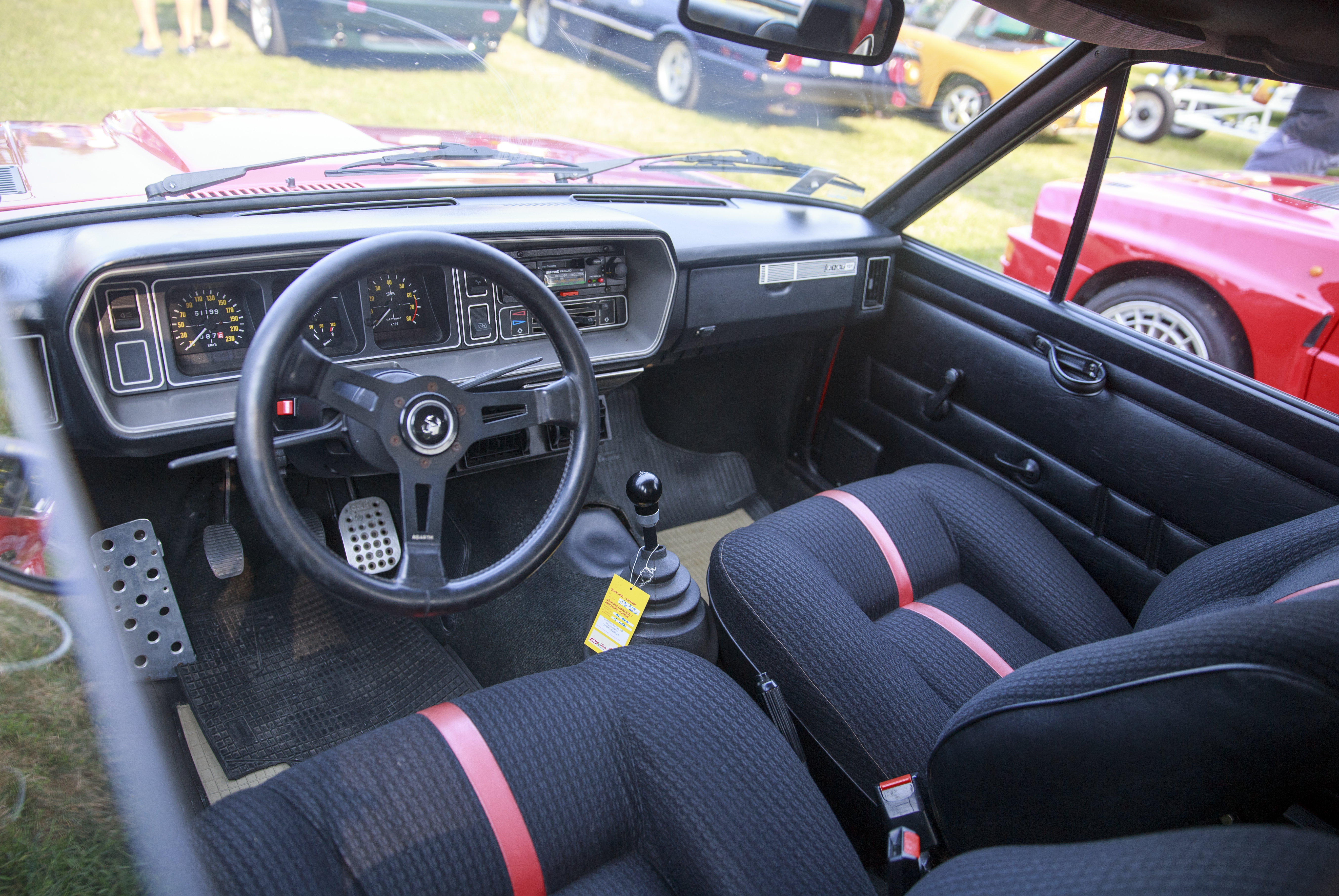
Interiorul modelului Fiat 131 Abarth Rally Stradale
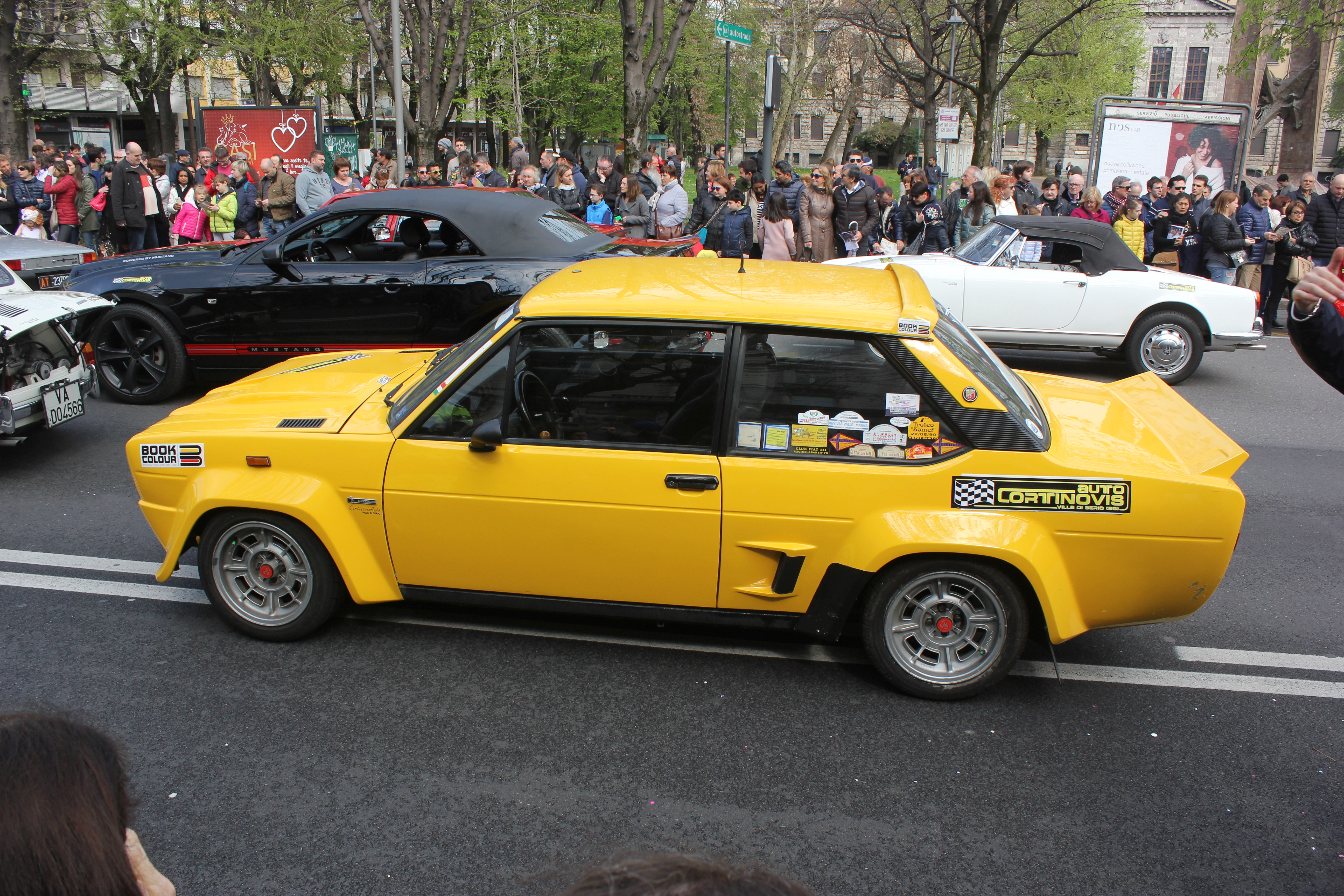
Fiat Abarth 131, vedere laterală stânga
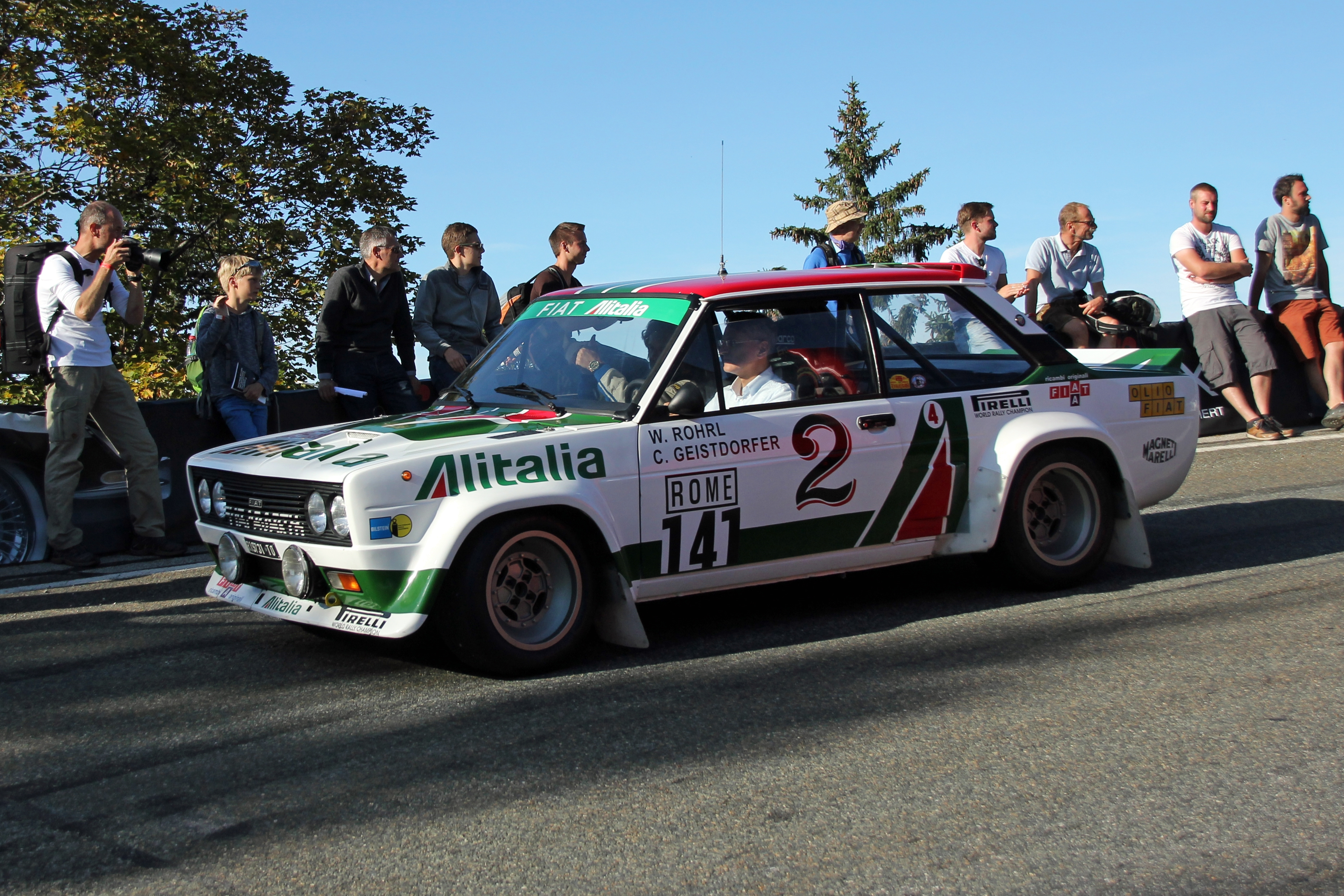
Fiat 131 Abarth al lui Walter Röhrl (Sponsor Alitalia)

## Seria 2 (1978–1981)
În 1978, Fiat 131 a primit un facelift minor. Au fost introduse motoare DOHC („Twin Cam” sau TC), iar aceste modele au fost comercializate sub denumirea Supermirafiori. Din punct de vedere tehnic, geometria direcției a fost modificată, ceea ce a dus la reducerea subvirării și la o manevrare mai ușoară la viteze mici. Schimbările exterioare au cuprins faruri frontale dreptunghiulare mai mari (patru faruri rotunde pentru piața SUA), bare de protecție noi (pentru Supermirafiori) și stopuri spate mărite. La interior, modelele CL și Supermirafiori au primit un tablou de bord redesenat și un volan masiv cu un singur braț.
Tot în 1978, a fost lansată versiunea sport cu 2 uși, denumită Racing (denumită **Mirafiori Sport** în Marea Britanie), echipată cu un motor Twin Cam de 115 CP (86 kW). Această versiune dispunea de patru faruri rotunde (cele interioare mai mici decât cele exterioare), o grilă diferită, spoiler, aripi laterale extinse și o cutie de viteze manuală cu 5 trepte cu schimbător scurt. Viteza maximă a modelului Racing era de 180 km/h. Pentru piețele din Italia și Europa continentală, au fost introduse versiunile diesel, produse în fabrica Sofim din Foggia. Modelele diesel au fost prefigurate și testate în competiții, cu trei mașini diesel pregătite de Abarth pentru raliul Londra-Sydney 1977. Modelele 131 Diesel din Seria 2 au fost echipate cu patru faruri rotunde egale ca dimensiune și cu o proeminență vizibilă pe capotă pentru a acomoda motorul mai înalt. Versiunea break Familiare a fost redenumită Panorama.
În Venezuela, Seria 2 a rămas în producție chiar și după lansarea Seriei 3 în Europa, disponibilă în versiuni cu 4 uși (**Mirafiori L** și **Mirafiori CL**) cu motor OHV de 1,6 litri (75 CP/56 kW) de la modelul Panorama. O variantă suplimentară, denumită „131 Corsa 95”, folosea spoilerele frontale și spate, grila și alte elemente ale modelului Racing, având însă 4 uși, alături de motorul Twin Cam Supermirafiori cu 95 CP (71 kW) la 6.000 rpm, având o protuberanță pronunțată pe capotă.

### Brava (SUA)
În Statele Unite, Seria 2 a fost comercializată sub denumirea Fiat Brava (exclusiv cu caroserie coupe) și Super Brava, introdusă începând cu mijlocul anului 1978. Inițial, era echipată cu un motor de 1,8 litri, similar celui utilizat pe piața americană pentru modelul 131, dar ulterior a fost înlocuit cu un motor mai puternic de 2 litri, cu arbore cu came dublu (DOHC), similar cu cel al modelului Spider. Modelele cu dotări superioare au fost comercializate sub indicativul Super Brava, însă, începând cu 1979, denumirea „Super” a fost eliminată. Sistemul de climatizare a fost optimizat pentru a satisface cerințele pieței americane. În 1980, a fost introdusă o versiune cu injecție electronică de combustibil (102 CP/76 kW), iar varianta break a fost eliminată. Din 1981, motorul cu injecție (EFI) a devenit standard, iar farurile frontale au fost înlocuite cu unități dreptunghiulare simple, dar acesta a fost ultimul an de producție pentru Brava/131 în SUA. Ediția din ianuarie 1991 a revistei Popular Mechanics din SUA a inclus modelul Fiat 131 din 1979 în categoria „cel mai slab” din istoria evaluărilor de fiabilitate, fiind desemnat drept autovehiculul cu cele mai frecvente defecțiuni.
|                | Cilindree     | Tip motor | Putere                                        |
| Mirafiori      | 1297/1301 cm³ | I4 OHV    | 65 CP (48 kW; 65 CP)                          |
| Supermirafiori | 1297/1301 cm³ | I4 DOHC   | 78 CP (58 kW; 78 CP)                          |
| Supermirafiori | 1585 cm³      | I4 DOHC   | 96 CP (72 kW; 96 CP)                          |
| Panorama       | 1297/1301 cm³ | I4 OHV    | 65 CP (48 kW; 65 CP)                          |
| Panorama       | 1585 cm³      | I4 OHV    | 75 CP (56 kW; 75 CP)                          |
| Diesel         | 1995 cm³      | I4        | 60 CP (45 kW; 60 CP)                          |
| Diesel         | 2445 cm³      | I4        | 72 CP (54 kW; 72 CP)                          |
| Racing         | 1995 cm³      | I4 DOHC   | 115 CP (86 kW; 115 CP)                        |
| Brava          | 1756 cm³      | I4 DOHC   | 83 CP (62 kW; 84 PS)                          |
| Brava          | 1995 cm³      | I4 DOHC   | 86 CP (64 kW; 87 PS) CA: 80 CP (60 kW; 81 PS) |
| Brava EFI      | 1995 cm³      | I4 DOHC   | 103 CP (77 kW; 103 CP)                        |

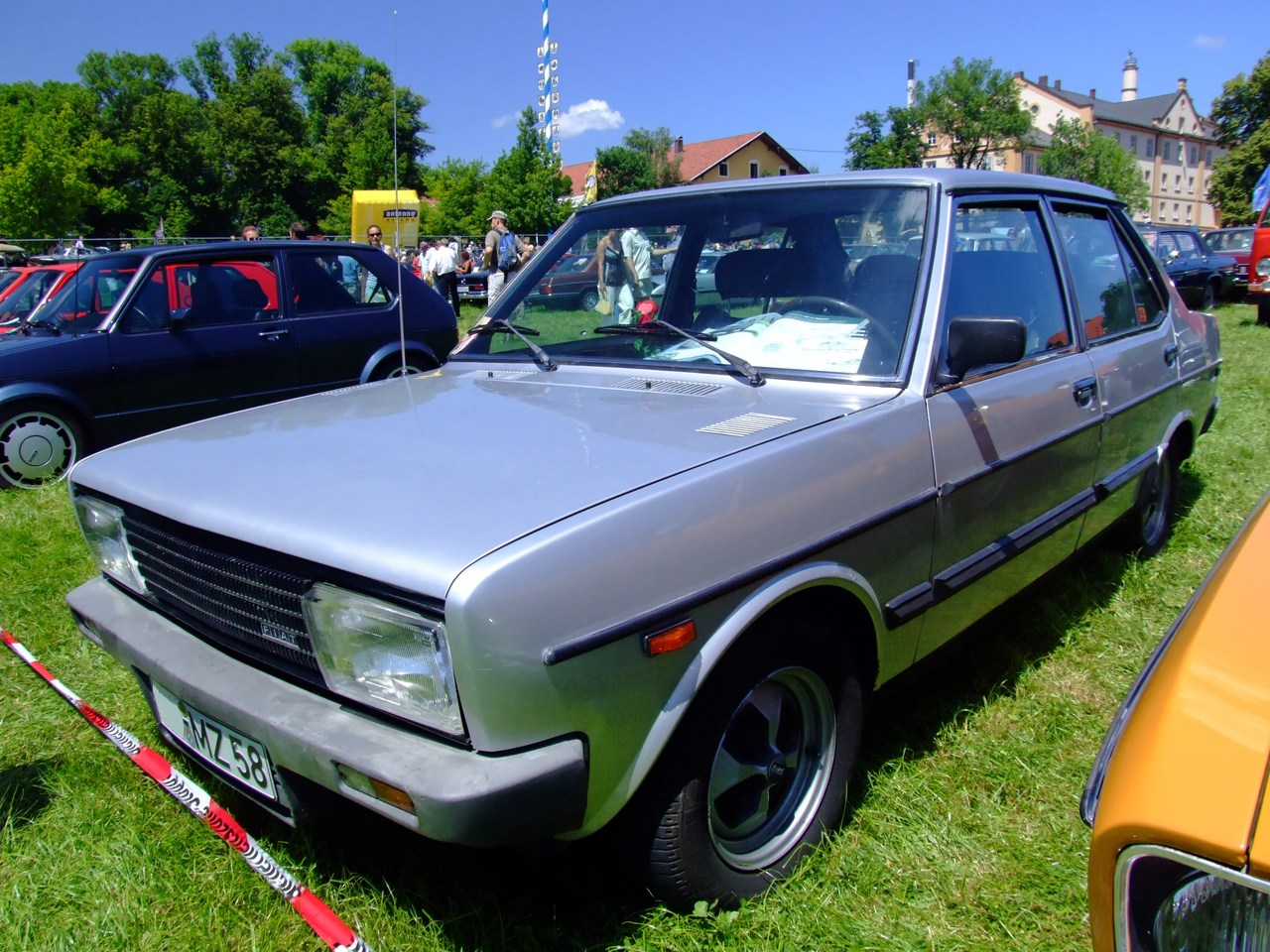
Fiat 131 Supermirafiori
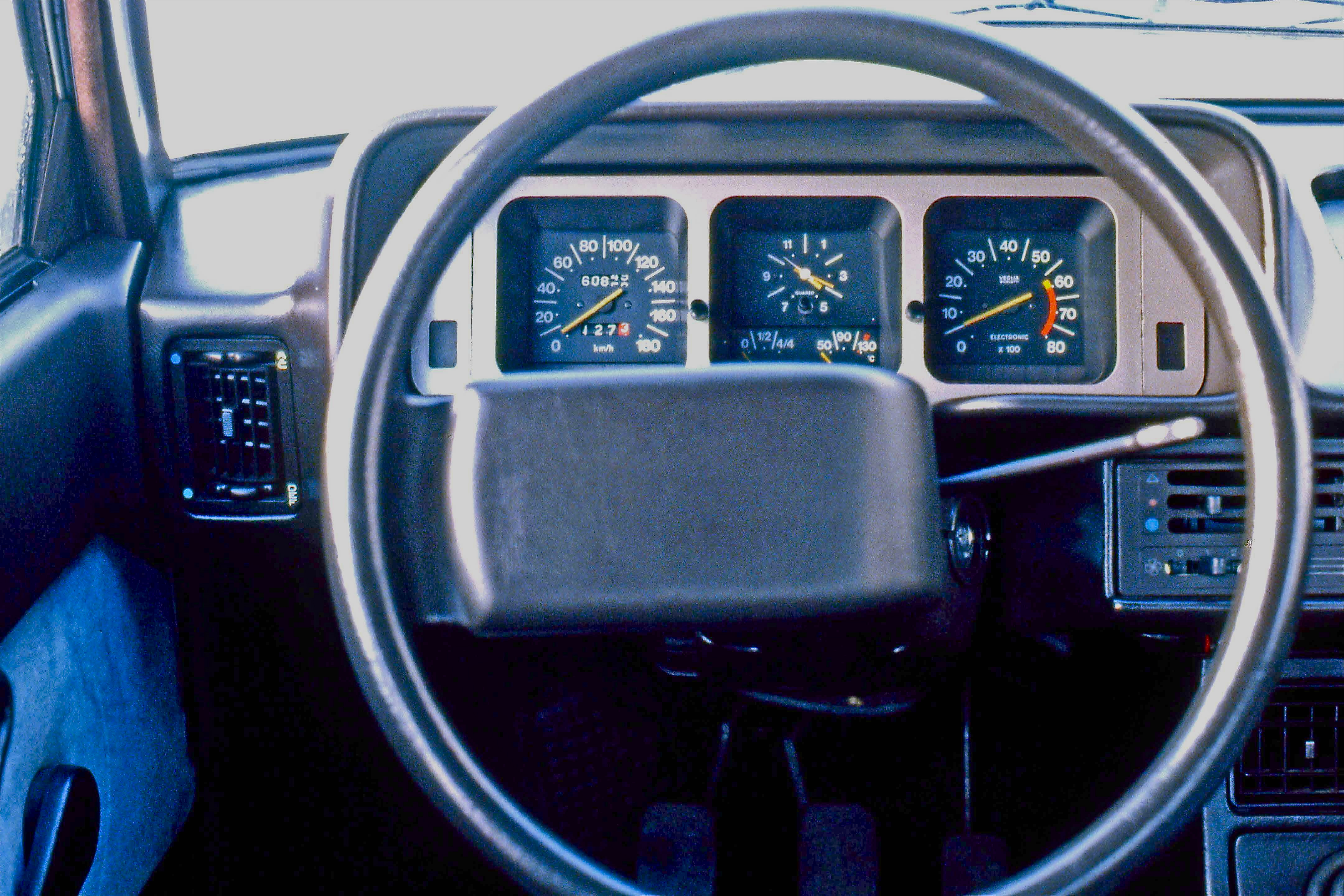
Tabloul de bord al Serie 2
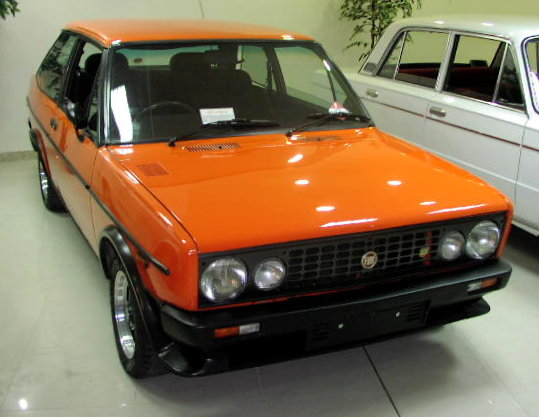
Fiat 131 Racing
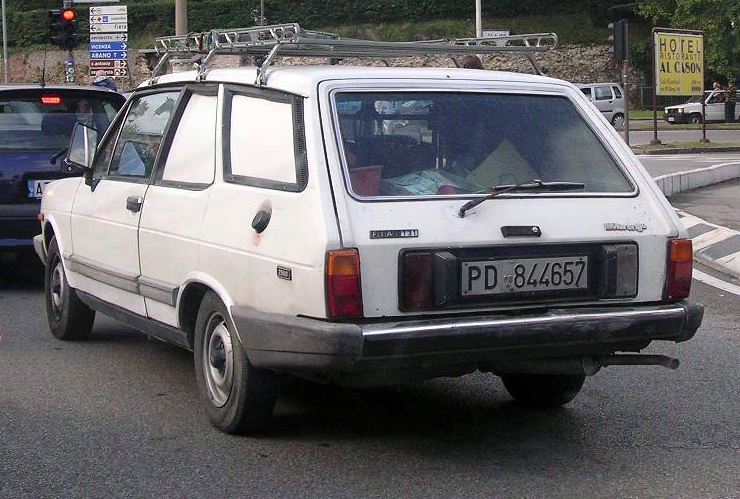
Fiat 131 Marengo, versiunea van a modelului Panorama

### 131 Hibrid
În anul 1979, Fiat a prezentat prototipul experimental 131 Ibrida, echipat cu un motor de 903 cm³ de pe Fiat 127, detunat la 24 kW și cuplat cu un motor electric în curent continuu de 24 kW. Sistemul integra recuperarea energiei prin frânare regenerativă. Bateriile de 250 Ah erau amplasate în portbagaj, adăugând o greutate suplimentară de 177 kg.

## Seria 3 (1981–1984)
Modelul Fiat 131 a fost supus unei actualizări majore în martie 1981. Până la această dată, modelul nu mai era disponibil pe piața din SUA. Producția versiunilor Racing/Sport a fost oprită, deși stocurile rămase au fost comercializate până în 1982. Motorul de 2,0 litri cu arbore cu came dublu (DOHC) a fost integrat în modelul Supermirafiori, iar versiunile cu două uși au fost eliminate. În Australia, modelul a fost redenumit 131 Super Brava.
Interiorul a primit actualizări minore, inclusiv un panou de instrumente actualizat și un design unificat al tabloului de bord. Modificările aduse tapițeriei și plafonului au sporit spațiul interior pentru pasageri. La exterior, toate modelele până la specificația CL au primit elemente de protecție inferioare, iar Supermirafiori a integrat protecții laterale extinse pe portiere. Din punct de vedere tehnic, versiunile Mirafiori au fost echipate cu motoare cu arbore cu came în cap (OHC), înlocuind sistemele cu tije și culbutori. A fost introdus un nou motor de 1,4 litri și o versiune revizuită a celui de 1,6 litri. Schimbări au afectat și sistemul de ambreiaj, cutia de viteze și suspensia, iar capacitatea rezervorului de combustibil a crescut la 53 de litri.
În iunie 1981, a fost lansată o versiune sport nouă, Volumetrico Abarth, disponibilă pe anumite piețe, echipată cu o versiune supraalimentată a motorului de 2 litri cu dublă camă. Acest model, cunoscut și sub numele de 2000 TC Compressore, a fost produs într-o serie limitată (aproximativ 200 de unități) și putea atinge o viteză maximă de 190 km/h.
În 1983, producția versiunii berlină a fost întreruptă, însă versiunea break, redenumită 131 Maratea, a rămas în producție cu două opțiuni de motorizare (2.0 TC de 115 CP și 2.5 D de 72 CP) până în 1984, când a fost înlocuită de modelul Regata Weekend, derivat din Fiat Ritmo. Aceste ultime versiuni au fost echipate cu patru faruri rotunde și grilă frontală cu cinci bare.
În Australia, berlina Fiat 131 a fost actualizată pentru ultima dată în anul model 1984. Aceasta a fost echipată cu patru faruri rotunde și o grilă cu cinci bare. Alte modificări subtile au inclus reconfigurări ale sistemului electric, butonul pentru închiderea centralizată fiind eliminat și integrat direct în motoarele sistemului de închidere centralizată. Jantele au fost standardizate la dimensiunea de 14 inch, având un offset unic specific. Dimensiunea articulației cardanice a fost mărită, iar dimensiunile articulațiilor cremalierelor și ale barelor de direcție au fost de asemenea modificate. Cilindrul principal al sistemului de frânare a fost majorat la 20 mm, iar conexiunile hidraulice au fost adaptate la standarde metrice cu filet cu pas fin.
| Model                      | Cilindree | Tip motor | Putere                  |
| Mirafiori                  | 1.367 cm³ | SOHC I4   | 70 PS (51 kW; 69 CP)    |
| Mirafiori CL               | 1.585 cm³ | SOHC I4   | 85 PS (63 kW; 84 CP)    |
| Supermirafiori             | 1.367 cm³ | DOHC I4   | 75 PS (55 kW; 74 CP)    |
| Supermirafiori             | 1.585 cm³ | DOHC I4   | 98 PS (72 kW; 97 CP)    |
| Supermirafiori             | 1.995 cm³ | DOHC I4   | 115 PS (85 kW; 113 CP)  |
| Volumetrico Abarth         | 1.995 cm³ | DOHC I4   | 140 PS (103 kW; 138 CP) |
| Panorama                   | 1.301 cm³ | OHV I4    | 65 PS (48 kW; 64 CP)    |
| Panorama                   | 1.585 cm³ | SOHC I4   | 85 PS (63 kW; 84 CP)    |
| Mirafiori 2000 Diesel      | 1.995 cm³ | I4        | 60 PS (44 kW; 59 CP)    |
| Mirafiori 2500 Diesel      | 2.445 cm³ | I4        | 72 PS (53 kW; 71 CP)    |
| Supermirafiori 2500 Diesel | 2.445 cm³ | I4        | 72 PS (53 kW; 71 CP)    |

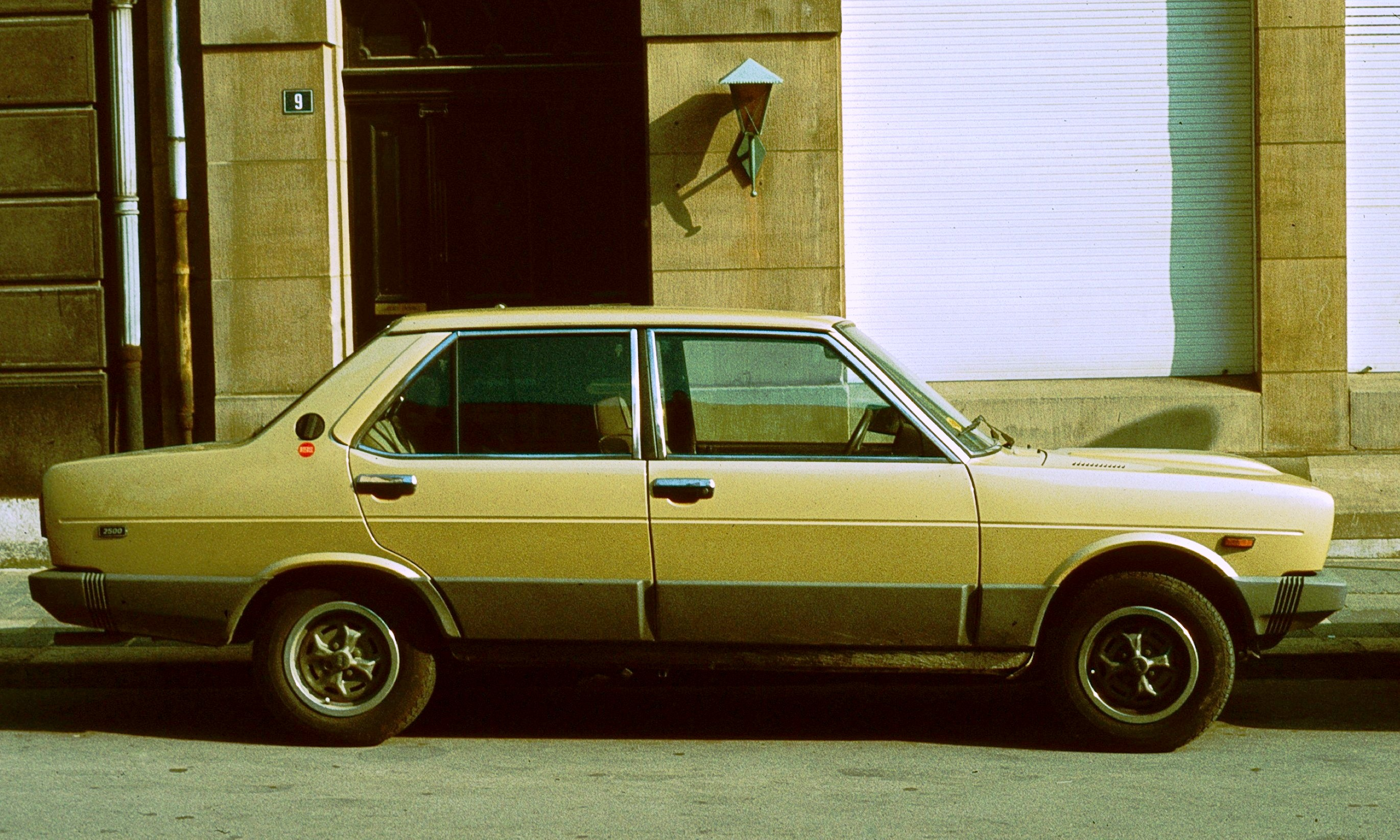
Profilul unui Fiat 131 Supermirafiori Diesel 2500
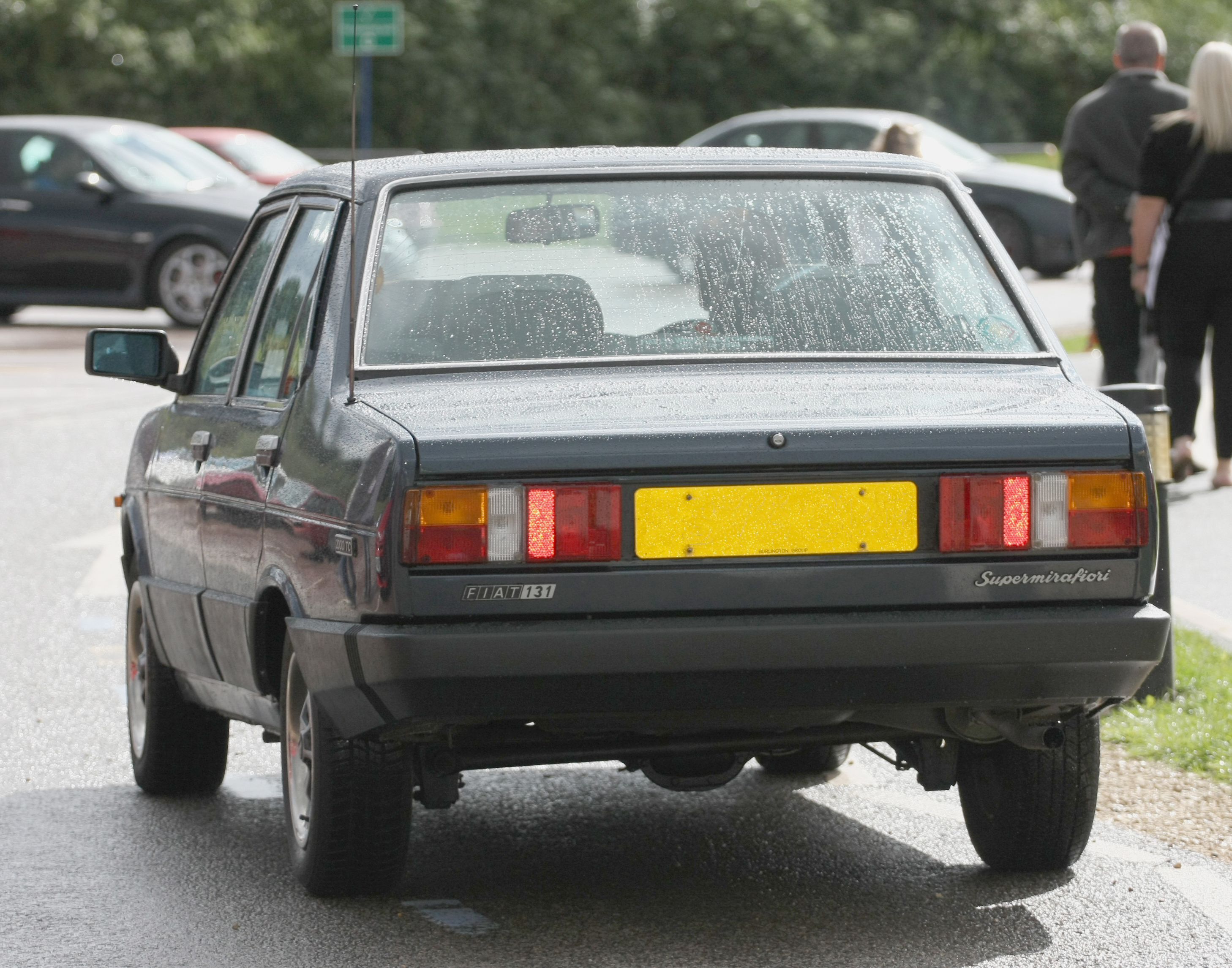
Fiat 131 Supermirafiori, seria 3
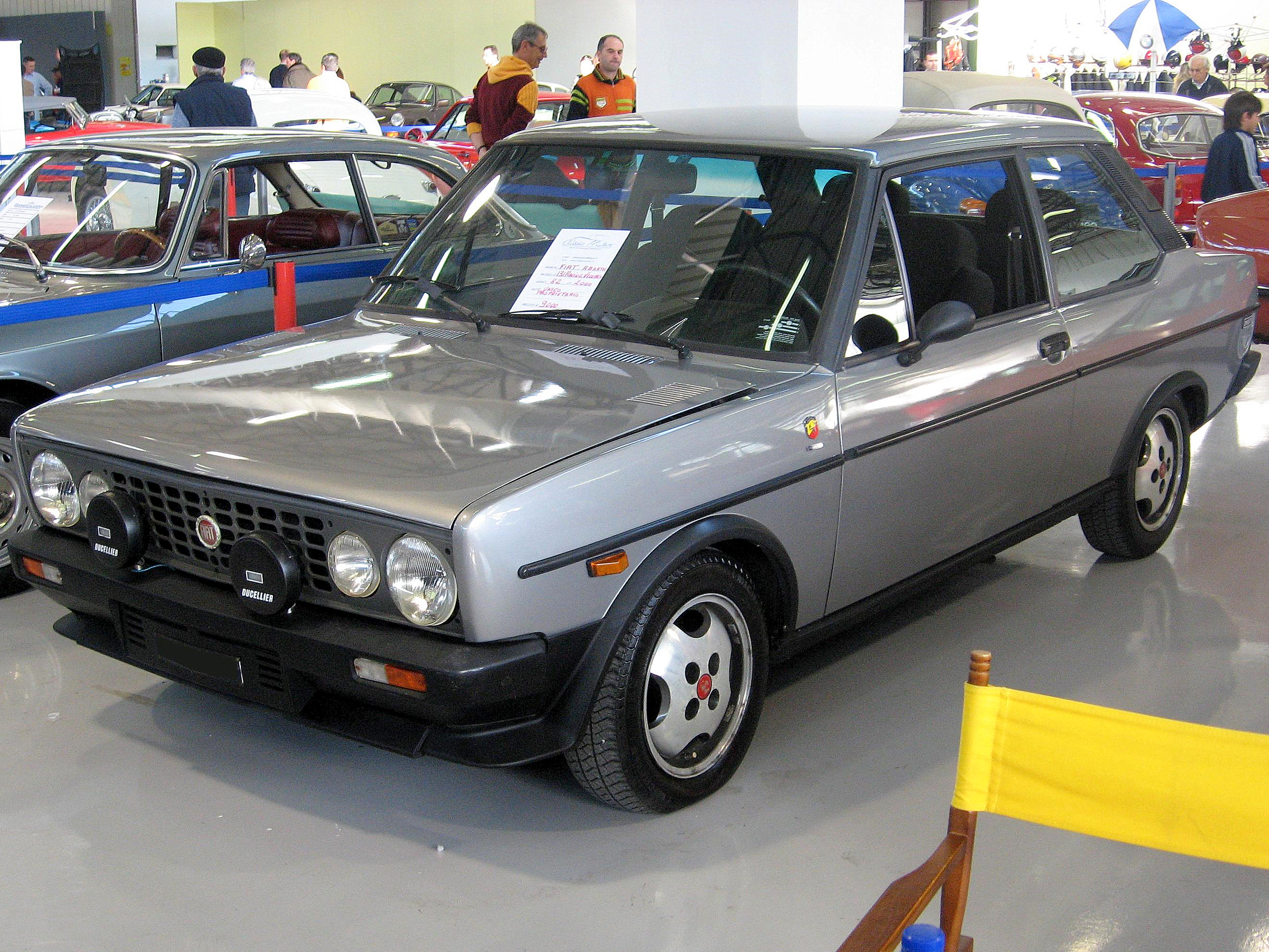
Fiat 131 Volumetrico Abarth

## Motorsport

### Fiat 131 în competiții de raliu
Fiat 131 Abarth s-a dovedit a fi un model extrem de competitiv în raliurile din clasa Grupa 4, câștigând de trei ori Campionatul Mondial al Constructorilor în sezoanele 1977, 1978 și 1980. Cu acest model, Markku Alén a câștigat Cupa FIA pentru Piloți în 1978, iar Walter Röhrl a obținut titlul mondial al piloților în 1980. Între 1976 și 1981, Fiat 131 a înregistrat 20 de victorii în etapele Campionatului Mondial de Raliuri, fiind pilotat de nume renumite precum Sandro Munari, Timo Salonen, Attilio Bettega și Michèle Mouton.
Înainte de lansarea modelului 131 Diesel, Fiat a colaborat cu Abarth pentru a pregăti trei versiuni diesel ale modelului, cu caroserie de două uși din seria 1, pentru raliul 1977 London–Sydney Marathon, promovând fiabilitatea și robustețea acestuia. Două dintre vehiculele echipei Esso Aseptogyl au terminat cursa pe locurile 15 și 23, folosind motoare aproape standard, cutii de viteze cu cinci trepte și rezervoare de combustibil de 90 litri.

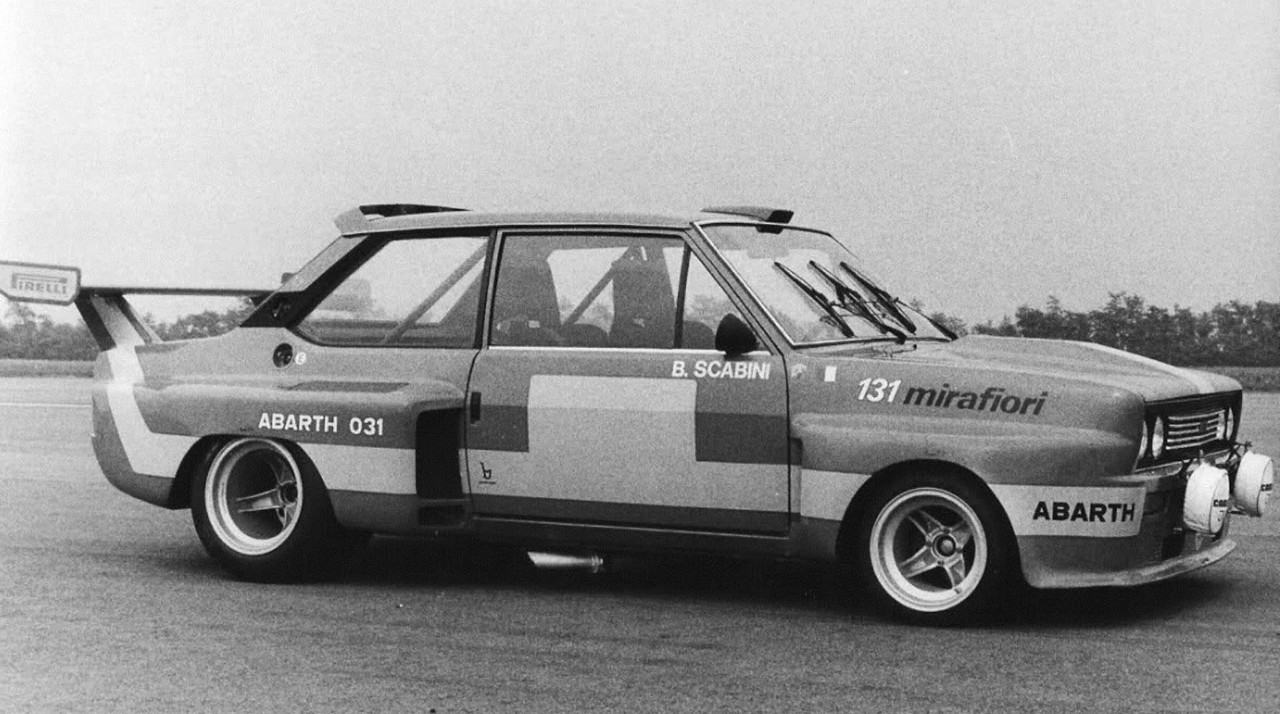
Prototipul de curse "031", pre-serie Fiat Abarth 131, din 1975.
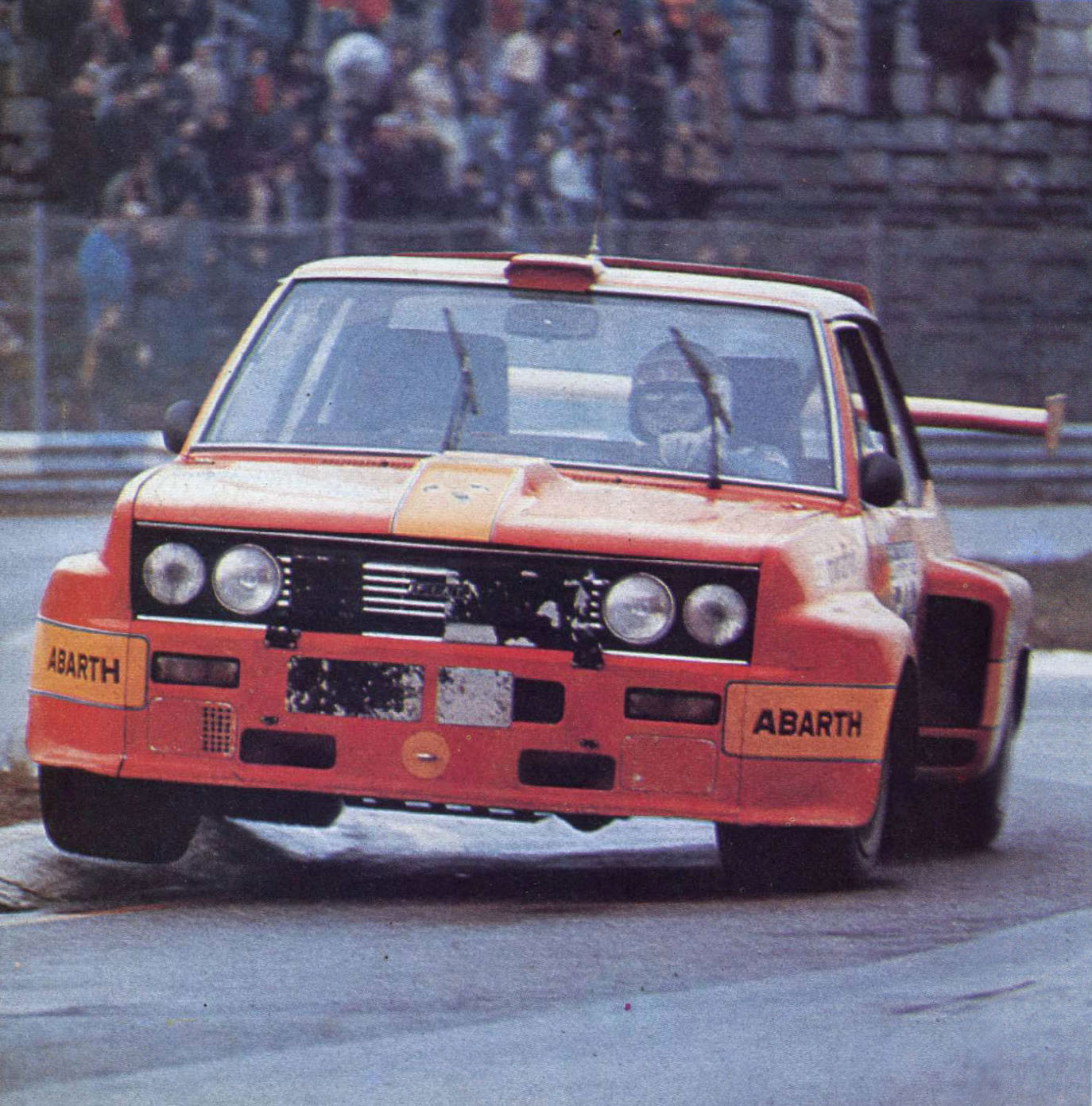
Fiat Abarth 031 al lui Giorgio Pianta, în acțiune în etapa de la Imola din Giro d'Italia 1975.
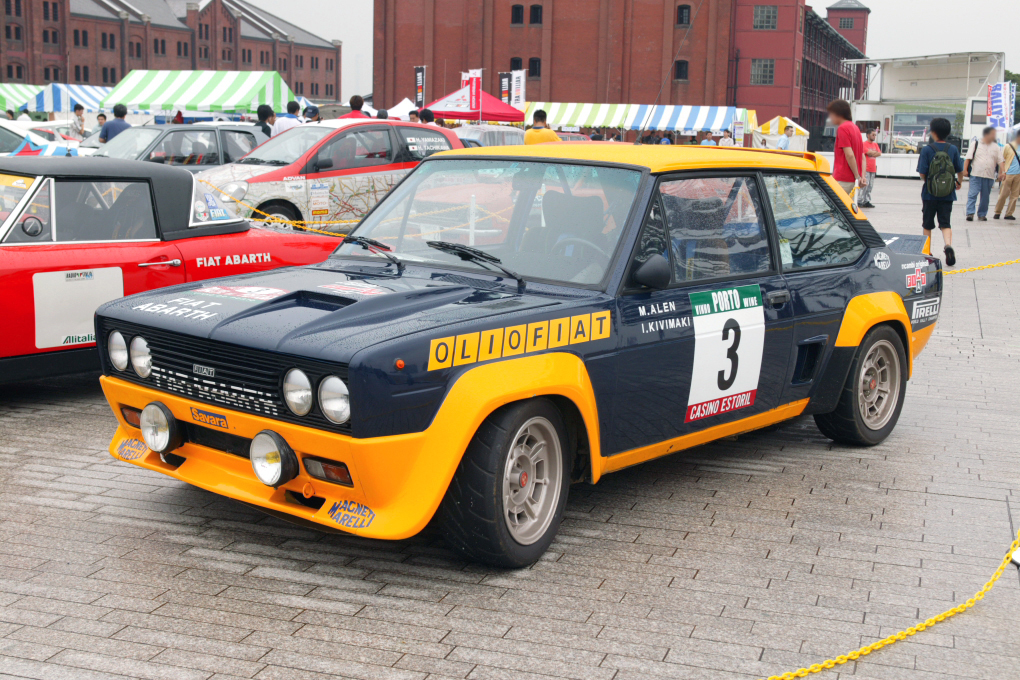
Mașină de raliu Fiat Abarth 131 cu schema de culori „Olio Fiat”.
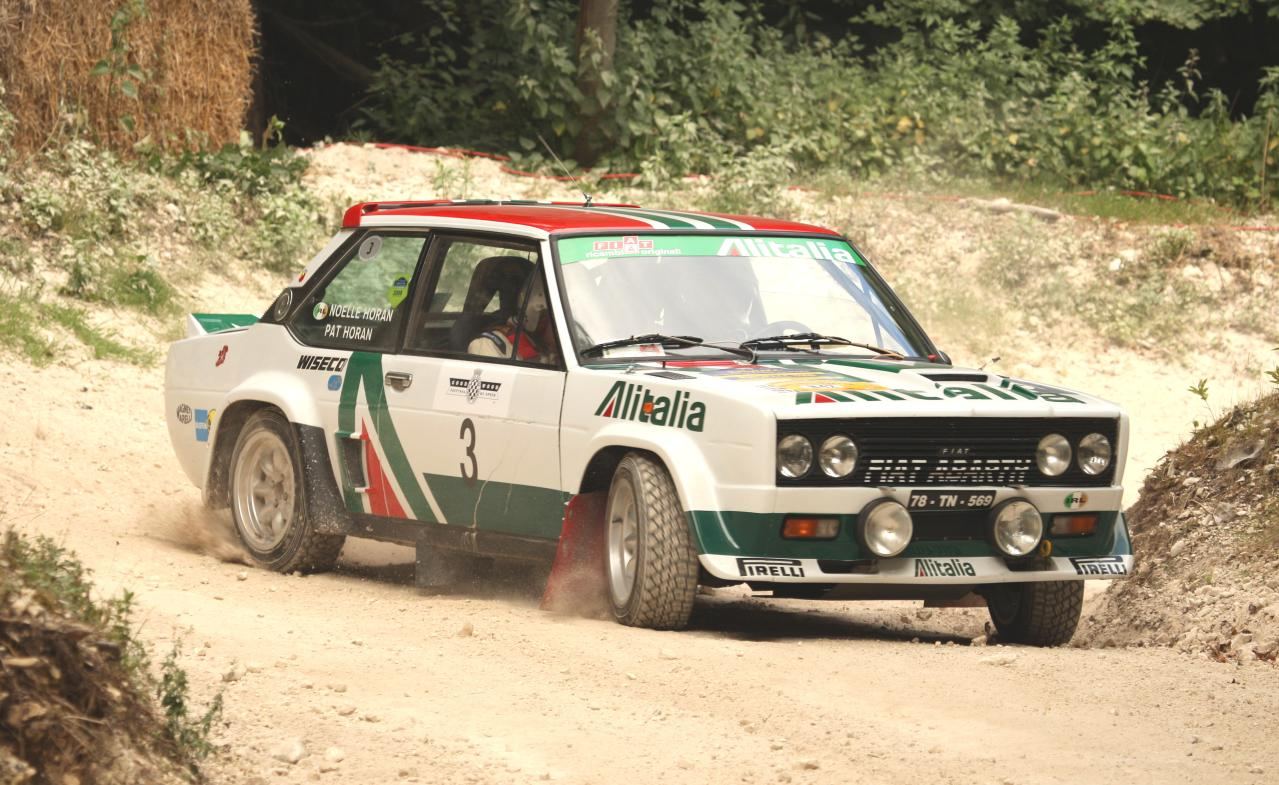
Mașină de raliu Fiat Abarth 131 cu schema de culori „Alitalia”.
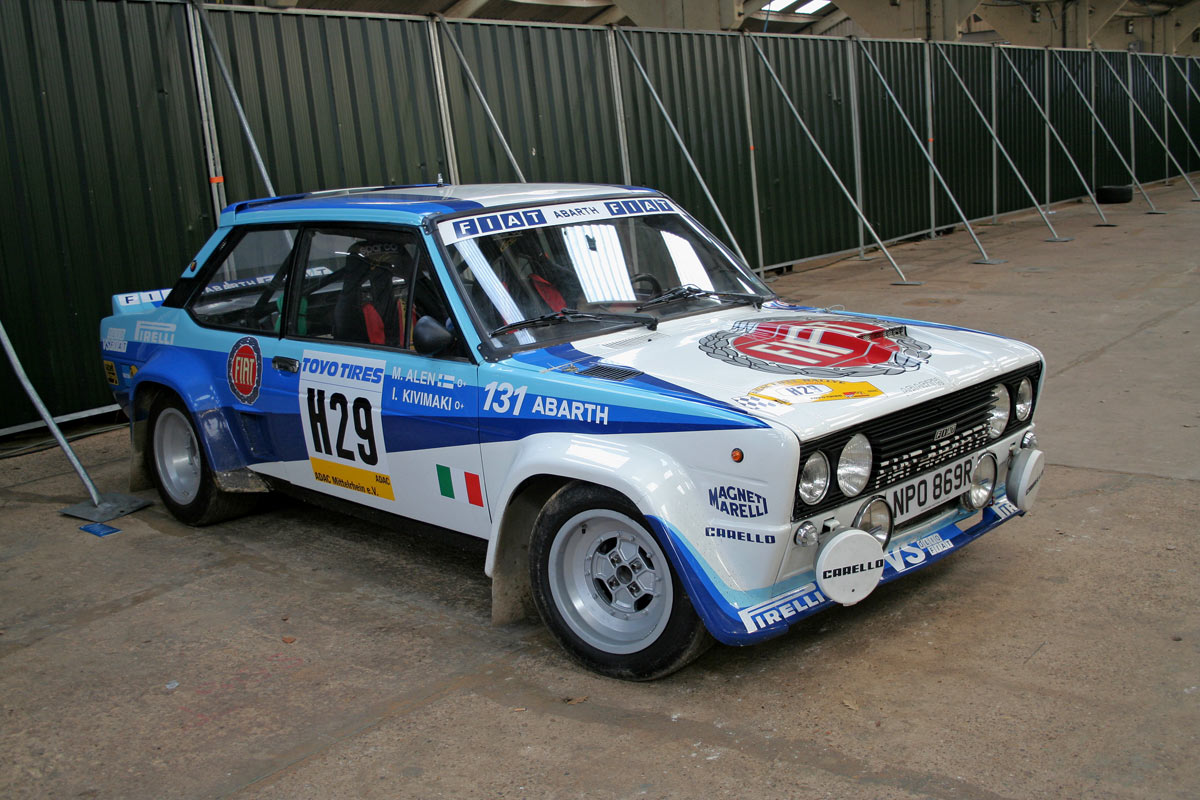
Mașină de raliu Fiat Abarth 131 cu schema de culori „Wreath Fiat”.

### Victoriile în Campionatul Mondial de Raliuri
Fiat Abarth 131 a înregistrat victorii în următoarele etape ale Campionatului Mondial de Raliuri:
| Nr. | Eveniment                                   | Sezon | Pilot               | Copilot               |
| --- | ------------------------------------------- | ----- | ------------------- | --------------------- |
| 1   | 26-lea Raliu al 1000 de Lacuri              | 1976  | Markku Alén         | Ilkka Kivimäki        |
| 2   | 10-lea Rallye de Portugal Vinho do Porto    | 1977  | Markku Alén         | Ilkka Kivimäki        |
| 3   | Al 8-lea Raliu Pacificul de Sud             | 1977  | Fulvio Bacchelli    | Francesco Rossetti    |
| 4   | Al 5-lea Critérium Molson din Québec        | 1977  | Timo Salonen        | Seppo Harjanne        |
| 5   | Al 19-lea Rallye Sanremo                    | 1977  | Jean-Claude Andruet | Christian Delferrier  |
| 6   | Al 21-lea Tour de Corse                     | 1977  | Bernard Darniche    | Alain Mahé            |
| 7   | Al 11-lea Rallye de Portugal Vinho do Porto | 1978  | Markku Alén         | Ilkka Kivimäki        |
| 8   | Al 25-lea Raliu Acropole                    | 1978  | Walter Röhrl        | Christian Geistdörfer |
| 9   | 38 Rajd Polski                              | 1978  | Antonio Zanini      | Juan Petisco          |
| 10  | Al 28-lea Raliu al 1000 de Lacuri           | 1978  | Markku Alén         | Ilkka Kivimäki        |
| 11  | Al 6-lea Critérium Molson din Québec        | 1978  | Walter Röhrl        | Christian Geistdörfer |
| 12  | 37ème Tour de France Automobile             | 1978  | Michèle Mouton      | Françoise Conconi     |
| 13  | Al 22-lea Tour de Corse                     | 1978  | Bernard Darniche    | Alain Mahé            |
| 14  | Al 29-lea Raliu al 1000 de Lacuri           | 1979  | Markku Alén         | Ilkka Kivimäki        |
| 15  | Al 48-lea Rallye Automobile de Monte-Carlo  | 1980  | Walter Röhrl        | Christian Geistdörfer |
| 16  | Al 14-lea Rallye de Portugal Vinho do Porto | 1980  | Walter Röhrl        | Christian Geistdörfer |
| 17  | Al 2-lea Rally Codasur                      | 1980  | Walter Röhrl        | Christian Geistdörfer |
| 18  | Al 30-lea Raliu al 1000 de Lacuri           | 1980  | Markku Alén         | Ilkka Kivimäki        |
| 19  | Al 22-lea Rallye Sanremo                    | 1980  | Walter Röhrl        | Christian Geistdörfer |
| 20  | Al 15-lea Rallye de Portugal Vinho do Porto | 1981  | Markku Alén         | Ilkka Kivimäki        |

### Alte competiții
În 1978, actorul american James Brolin a concurat în categoria GTU a campionatului IMSA GT Championship cu un Fiat 131 Abarth, într-un program restrâns. Mașina era sposponsorizată de Anheuser-Busch pentru berea Natural Light, lansată cu un an înainte. Participarea sa a avut loc în cadrul unor etape specifice, precum Monterey Triple Crown de la Laguna Seca (30 aprilie 1978) și Hallett Grand Prix (7 mai 1978), unde a ocupat poziții modeste în clasament . 
Modelul Fiat 131 Abarth al lui Brolin a rămas un subiect de interes pentru colecționari, fiind recreat ulterior ca mașină de model la scara 1/18, bazat pe fotografii și amintiri. 

## Producție sub licență

### SEAT 131

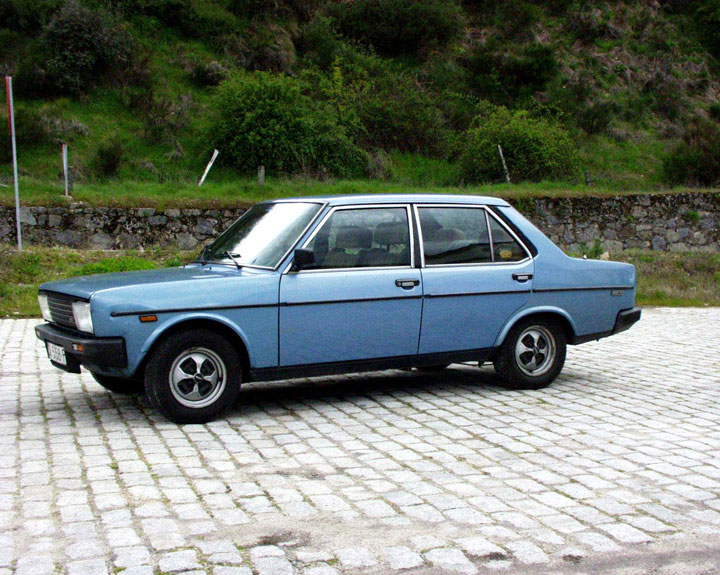
SEAT 131 din 1980, fotografiat în Salamanca, Spania

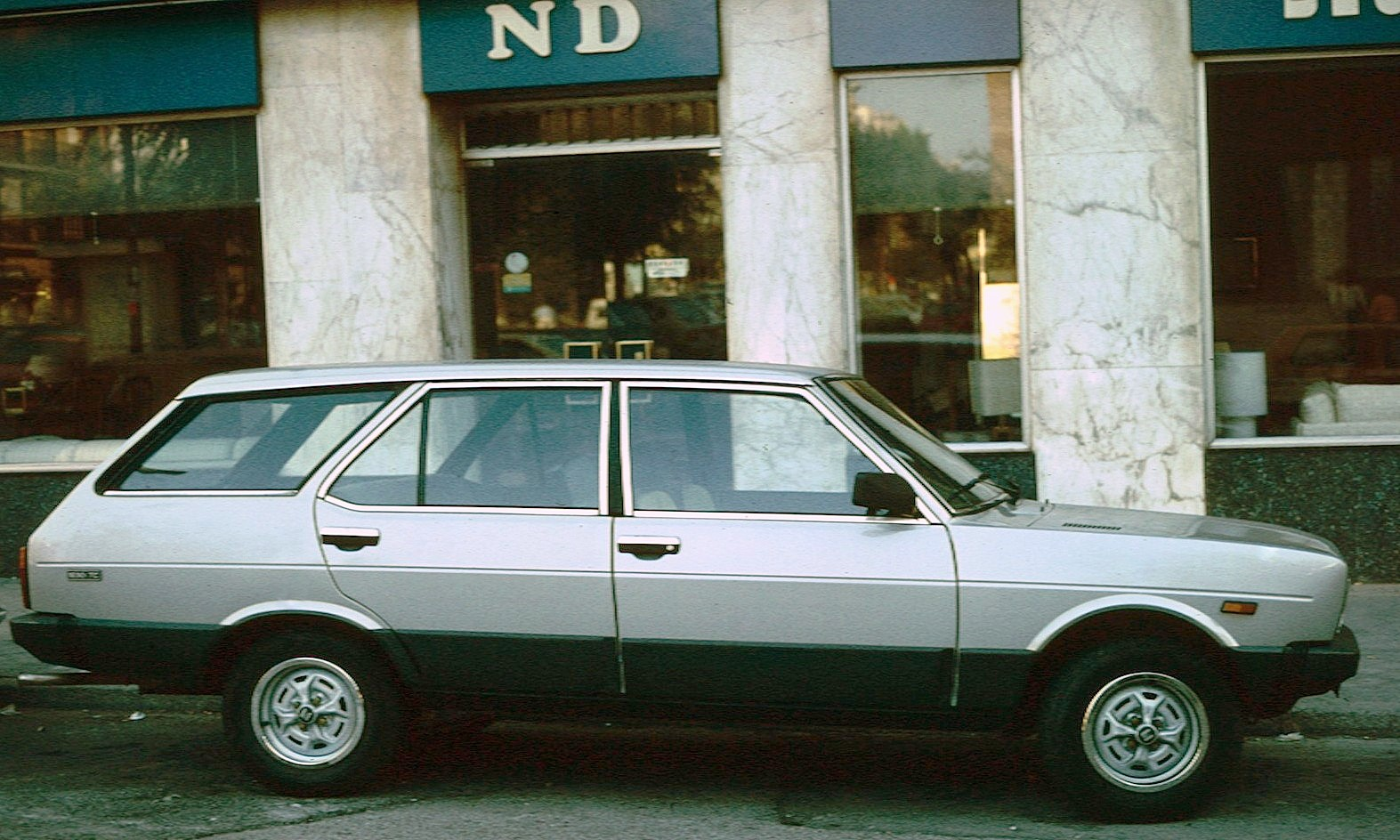
SEAT 131 Estate

SEAT 131 a intrat în producție la începutul anului 1975 în Barcelona, fiind oferit inițial în două versiuni: SEAT 131 L, cu faruri frontale dreptunghiulare, motor OHC de 1.438 cm³ și cutie de viteze cu 4 trepte, și SEAT 131 E, dotat cu patru faruri rotunde, motor DOHC de 1.592 cm³ și cutie de viteze cu 5 trepte. Gama a fost extinsă în 1976 cu varianta break SEAT 131 Familiar, oferită cu ambele motorizări. În 1977, a fost introdusă versiunea SEAT 131 Automatico cu transmisie automată, urmată în 1978 de o serie limitată a modelului SEAT 131 CLX 1800.
În 1978, SEAT 131 a evoluat în modelele SEAT 131 Mirafiori/Supermirafiori (Panorama pentru versiunile break), adoptând aceleași schimbări ca și versiunea italiană. Motorizările au rămas majoritatea neschimbate, dar în 1979 a devenit disponibil un motor diesel Perkins 4.108 de 1,8 litri.
În 1980, a fost lansată o ediție specială CLX. Disponibilă doar în culori metalizate argintii sau bronz, aceasta era echipată cu un motor de 1.919 cm³, generând 114 CP (85 kW) la 5.800 rpm.
În 1981, varianta diesel a fost modernizată cu un motor Sofim de 2.500 cm³, care oferea 72 CP, depășind performanțele motorului Perkins (49 CP). Acest model a devenit o opțiune populară pentru flotele de taxiuri din Spania anilor 1980.
În 1982, SEAT 131 a fost din nou modificat, adoptând toate schimbările caroseriei văzute la Fiat 131 Seria 3. Modelul era disponibil în versiunile CL, Supermirafiori și Diplomatic. Diplomatic era versiunea de top, echipată cu un motor de 1.995 cm³ și dotări precum direcție asistată, geamuri electrice sau aer condiționat. Versiunile Panorama au fost alese de Cuerpo Nacional de Policia (forțele de poliție spaniole) ca mașini de patrulare.
Producția SEAT 131 a încetat în 1984, fără un succesor direct. În 1985, modelul a fost înlocuit de SEAT Málaga, bazat pe platforma Fiat Ritmo.

### Murat 131
Fabricile de Automobile Turcești (Tofaș) din Turcia au început producția modelelor Fiat 131 sub licență Fiat, sub denumirea Murat 131 (în turcă: Dorință). Ulterior, au fost dezvoltate și produse în Bursa seria „Pasărea” bazată pe Fiat 131. Versiunea de bază a seriei a fost numită Murat 131 Șahin (în turcă: Șoim), versiunea de lux Murat 131 Doğan (în turcă: Șoim), iar versiunea break a fost denumită Murat 131 Kartal (în turcă: Vultur). Aceste modele au avut o producție extrem de îndelungată (1986–2002 în Turcia, 1991–2009 în Egipt, 2006–2010 în Etiopia), fiind înlocuite ulterior cu modele Fiat mai noi.

### Polski Fiat 131p
Montajul modelului Fiat 131 sedan a fost realizată și în Polonia de către Fabryka Samochodów Osobowych (FSO) între 1975 și 1981, fiind produse în total 3.102 unități. Aceste vehicule erau alocate în principal instituțiilor de stat și oficialilor de partid din cadrul Partidului Comunist. Modelele din prima serie erau disponibile doar în echiparea Special și erau denumite Polski Fiat 131p Mirafiori. Modelele din seria a doua purtau denumirea Fiat 131p Mirafiori și erau oferite în versiunile L și CL.

### Alți producători
Fiat 131 a fost, de asemenea, produs în Helwan, Egipt, de către El Nasr începând din 1982, utilizând kituri complete demontate (CKD). Ulterior, între 1991 și 2009, a fost realizat un montaj CKD al modelului Tofaș Murat 131. Producția a fost extinsă și în Etiopia de către Holland Car între 2006 și 2010, unde modelul a fost asamblat în condiții similare.
Producția CKD a modelului Fiat 131 a avut loc și în următoarele țări:
- Córdoba, Argentina, FIAT Córdoba.
- Bogotá, Columbia; (Compañía Colombiana Automotriz).
- San José, Costa Rica (S.A.V.A.).
- Jakarta, Indonezia (P.T. Daha Motor, Sedan și Break).
- Kuala Lumpur, Malaysia.[33]
- Casablanca, Maroc (SOMACA).
- Lisabona, Portugalia (Fiat Portuguesa SARL, Somave Sarl[34])
- Singapore (Sharikat Fiat Distributors).
- Bangkok, Thailanda (Karnasuta General Assembly Co.).
- Caracas, Venezuela (FIAT de Venezuela C.A.).
- Livingstone, Zambia (Livingstone Motor Assemblers Ltd).